# Hedy Lamarr

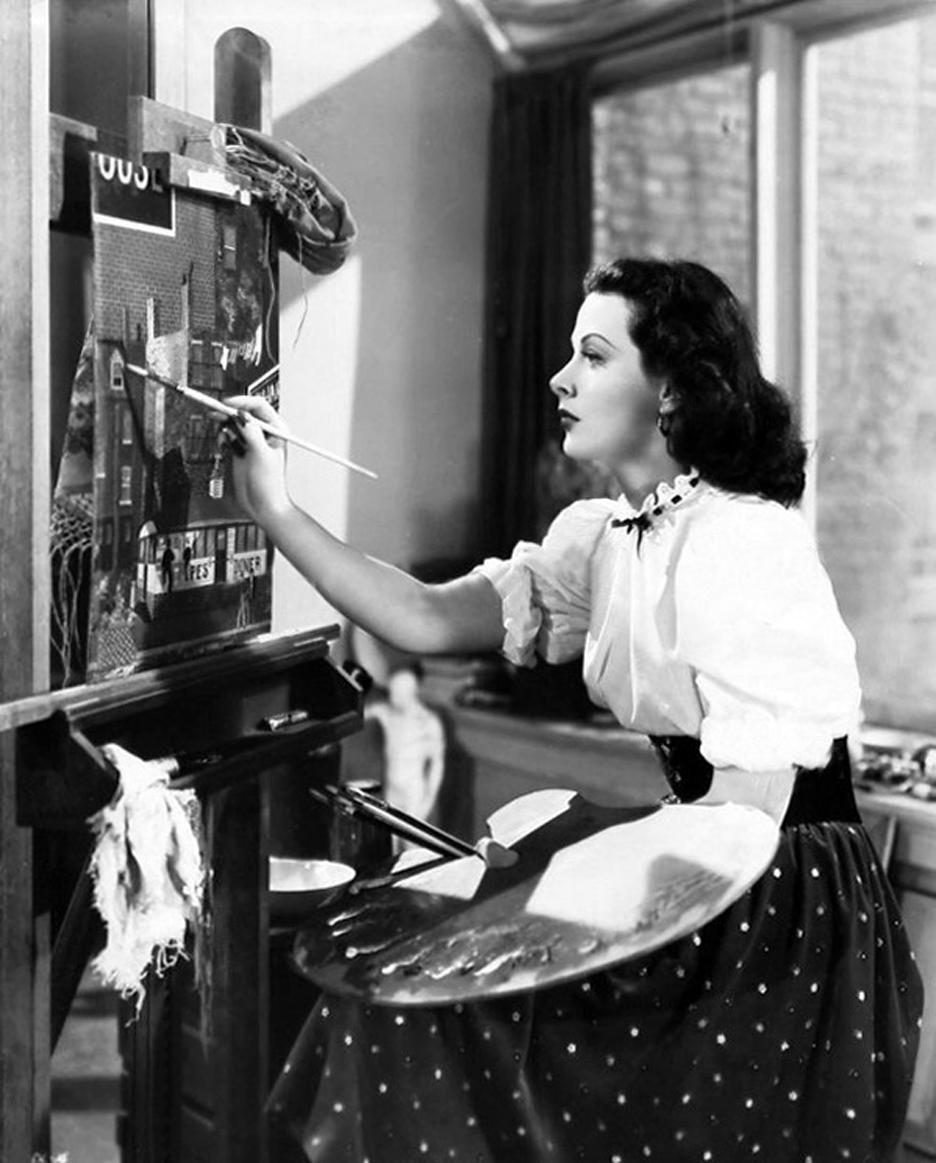
Hedy Lamarr i Vanärad från 1947.

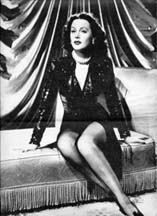
Hedy Lamarr i tidningen Yank, the Army Weekly 1943.

Hedy Lamarr, egentligen Hedwig Eva Maria Kiesler, född 9 november 1914 i Wien,  död 19 januari 2000 i Casselberry i Seminole County, Florida, var en österrikisk-amerikansk skådespelare och uppfinnare.

## Biografi
Lamarr upptäcktes av Max Reinhardt och hade småroller i tysk-österrikiska filmer från 1930.
Lamarrs far var bankdirektör och hennes mor konsertpianist. Redan vid tidig ålder hade Lamarr ett växande intresse för skådespeleri, teater och film. Hennes intresse för teknologi kom även vid ung ålder, från då hon konstant gick på långa promenader med sin fader, där han brukade förklara hur de olika teknologier och maskiner som fanns i samhället fungerade. Detta lade grunden till hennes intresse för uppfinnande. 
Hedy Lamarr väckte uppmärksamhet för sina vågade nakenscener i filmen Extas (1933) – det var en sensation på den tiden. Till Hollywood kom hon 1938, där hon av vissa, såväl dåtidens som nutida, filmkritiker ansågs vara den vackraste kvinna som någonsin förekommit på vita duken. Hennes största filmsuccé var Simson och Delila 1949.
Efter sin flykt till Hollywood signerade hon snabbt kontrakt med  Metro-Goldwyn-Mayer (MGM) studio under sitt nya namn Hedy Lamarr. Redan efter att hon släppte sin första amerikanska film Algiers (1938) blev hon en omedelbar filmsensation. Mellan 1930 och 1940 medverkade Lamarr i flera välkända filmer som Kvinnan från tropikerna (1939) och Glädjestaden (1940).

### Uppfinnare
1942 fick Lamarr och tonsättaren George Antheil patent på sin uppfinning Secret Communication System (US Patent 2,292,387), vilken möjliggjorde automatiskt frekvensbyte mellan 88 olika kanaler. Syftet var att försvåra spårningen av radiostyrda torpeder. Uppfinningen registrerades, men användes inte förrän några decennier senare, främst av privata företag. Första gången den togs i bruk var 1962, under den amerikanska militärens sjöblockad av Kuba. 
Den "bandspridningsteknik" som Lamarr var med om att skapa ligger till grund för dagens tekniska plattformar, för våra mobiltelefoner och andra trådlösa enheter. År 1997 hedrades hon med Electronic Frontier Foundation (EFF) Pioneer Award. Senare samma år blev Hedy Lamarr den första kvinnliga mottagaren av Bulbie Gnass Spirit of Achievement Bronze Award, ett prestigefyllt pris. Lamarr och Antheils prestationer inom bandspridningsteknik resulterade år 2014 att paret postumt infördes i National Inventors Hall of Fame. Än idag har Lamarr inte tjänat ett enda cent från miljardindustrin som hennes idé möjliggjorde, fastän den amerikanska militären offentligt erkänt hennes bidrag och patent. Bortsett från sin spektakulära uppfinning, hjälpte även Lamarr till med att effektivisera aerodynamiken på flygplan åt Howard Hughes under kriget.
Fastän Lamarr inte hade någon formell utbildning och var mestadels självlärd, fortsatte hon med sina uppfinningar ända fram till sin död. Under de sista åren av sitt liv försökte hon tillverka ett fluorescerande hundhalsband, modifikation av det supersoniska Concorde-trafikflygplanet och en ny typ av trafikljus.

## Senare år
År 1957 gjorde hon sin sista film och drog sig sedan tillbaka till Florida. Hon har en stjärna på Hollywood Walk of Fame för insatser inom film vid adressen 6247 Hollywood Blvd.
Efter att hon hade lämnat medieföretaget MGM år 1945 skapade Lamarr ett produktionsföretag vid namn Mars Film Corporation. Det gjorde hon med Jack Chertok och Hunt Stromberg och under produktionsföretaget släppte de två filmer som hon också skådespelade i. Den ena hette Den onda ängeln och släpptes 1946, och den andra hette Vanärad och släpptes 1947. Detta gillade inte etablissemanget i Hollywood då de var emot att skådespelare generellt, och skådespelande kvinnor i synnerhet, producerade egna filmer. Ingendera av filmerna gick särskilt mycket i vinst. 
Under flera år, med början 1997, pryddes Coreldraws programboxar med ett stort Coreldraw-ritat porträtt av Hedy Lamarr. Bilden vann Coreldraws årliga tävling för design av Coreldraw-suitsförpackningen 1996. Lamarr stämde Corel för att de hade använt bilden utan hennes tillstånd. Corel kontrade med att hon inte ägde rätten till bilden. Parterna nådde en uppgörelse i godo 1998.
Sedan år 2005 har Lamarrs födelsedag, den 9 november, ägnats som Uppfinnarnas dag i tysktalande länder. Dessa länder är Tyskland, Österrike och Schweiz. Det återupplivade intresset för hennes intressanta liv har gjort att flera nya verk har börjat skrivas om henne. Ett exempel är boken Hedy's Folly: The Life and Breakthrough Inventions of Hedy Lamarr, skriven av Pulitzerprisvinnaren Richard Rhodes. Ett annat exempel är den grafiska romanen Hedy Lamarr and a Secret Communication System, skriven av Trina Robbins.

## Eftermäle
Asteroiden 32730 Lamarr är uppkallad efter henne.

## Filmografi i urval
- Extas (1933)
- Algiers (1938)
- Jag tager denna kvinna (1940)
- Kamrat X (1940)
- Glädjestaden (1940)
- Ziegfeldflickan (1941)
- En viss mr. Pulham (1941)
- Inte ikväll, min vän! (1941)
- Dagdrivarbandet (1942)
- Okänt område (1942)
- Tondelayo – halvblodet (1942)
- Konspiratörer (1944)
- Vådligt experiment (1944)
- Hennes höghet och hotellpojken (1945)
- Den onda ängeln (1946)
- Vanärad (1947)
- Simson och Delila (1949)
- Kvinna utan pass (1950)
- Min favoritspion (1951)
- Kvinnodjuret (1957)